# The Honeymooners
The Honeymooners is een Amerikaanse komedieserie die op de Amerikaanse televisie werd uitgezonden van 1955 tot 1956.
De serie begon als een sketch in het variétéprogramma van Jackie Gleason. Het verhaal gaat over de New Yorkse buschauffeur Ralph Kramden en zijn vrouw Alice en diens beste vriend Ed Norton en zijn vrouw. De sketches verschenen eerst in het programma Cavalcade of Stars op de zender DuMont en werd later overgenomen door de zender CBS als The Jackie Gleason Show die live uitgezonden werd in een theater met publiek. 
De populariteit van de sketches zette Gleason ertoe aan om deze te herwerken tot een volwaardig programma. Op 1 oktober 1955 ging The Honeymooners van start. Aanvankelijk was het een instant succes en stonden ze op de 2de plaats van de kijkcijferlijst, maar zakten uiteindelijk tot plaats 19. Na 39 afleveringen stopte de serie. De laatste aflevering werd uitgezonden op 22 september 1956. De personages verschenen daarna nog sporadisch in The Jackie Gleason Show. 
Tussen 1960 en 1966 werd de animatieserie The Flintstones, gebaseerd op The Honeymooners, in de VS uitgezonden.
In verscheidene landen werd een remake gemaakt, waaronder in Nederland. In 1994 begon Toen was geluk heel gewoon, dat de originele scripts gebruikte en nadat deze uitgeput waren bleef de serie nog tot 2009 op de buis. 
In 1997 werden twee afleveringen op de zesde en 26ste plaats gestemd in TV Guide's 100 Greatest Episodes of All Time. In 1999 publiceerde TV Guide ook een lijst met de 100 beste personages waarin de personages Ed Norton (Art Carney) en Ralf Kramden (Jackie Gleason) naar respectievelijk de 20ste en tweede plaats gestemd werden. In 2002 werd de serie op de derde plaats gestemd in de TV Guide's 50 Greatest TV Shows of All Time en op de dertiende plaats van de 60 Greatest Shows of All Time in 2013.

## Rolverdeling
| Acteur         | Personage     |
| -------------- | ------------- |
| Jackie Gleason | Ralph Kramden |
| Audrey Meadows | Alice Kramden |
| Art Carney     | Edward Norton |
| Joyce Randolph | Thelma Norton |

| Jaar | Prijs      | Categorie               | Acteur         | Resultaat   |
| ---- | ---------- | ----------------------- | -------------- | ----------- |
| 1956 | Emmy Award | Beste mannelijke bijrol | Art Carney     | Gewonnen    |
| 1956 | Emmy Award | Beste acteur            | Jackie Gleason | Genomineerd |
| 1956 | Emmy Award | Beste actrice           | Audrey Meadows | Genomineerd |